# Angelo Conterno
Angelo Conterno (Torí, 13 de març de 1925 - 1 de desembre de 2007), anomenat Penna bianca, va ser un ciclista italià que fou professional entre 1950 i 1965.
Durant la seva carrera esportiva el seu major èxit fou el triomf a la Volta a Espanya de 1956, on guanyà per tan sols 13 segons sobre Jesús Loroño, segon classificat d'aquella edició. Amb aquest triomf es convertí en el primer italià en guanyar la Volta a Espanya. També guanyà tres etapes al Giro d'Itàlia.

## Palmarés
- 1952
  - 1r al Trofeu Ponsin
  - Vencedor d'una etapa al Giro d'Itàlia
- 1953
  - 1r al Giro dels Apenins
- 1954
  - 1r al Giro del Lazio
  - 1r a Latino
  - Vencedor d'una etapa al Giro d'Itàlia
- 1955
  - Vencedor d'una etapa al Giro d'Itàlia
- 1956
  -  1r de la Volta a Espanya i vencedor d'una etapa
  - 1r al Giro de Campania
- 1957
  - 1r al Giro del Veneto
- 1958
  - 1r al Giro de la Província de Reggio de Calàbria
- 1959
  - 1r al Campionat de Zúric
  - 1r al Giro de Ticino
  - Vencedor d'una etapa al Tour de Romandia
- 1961
  - 1r al Giro del Piemont
  - 1r al Trofeu Matteotti

### Resultats al Giro d'Itàlia
- 1952. 24è de la classificació general. Vencedor d'una etapa
- 1953. 5è de la classificació general
- 1954. 10è de la classificació general. Vencedor d'una etapa
- 1955. 18è de la classificació general. Vencedor d'una etapa
- 1957. Abandona
- 1958. Abandona
- 1959. 14è de la classificació general
- 1960. 21è de la classificació general
- 1961. 16è de la classificació general
- 1962. 21è de la classificació general
- 1963. 27è de la classificació general

### Resultats a la Volta a Espanya
- 1956. 1r de la classificació general. Vencedor d'una etapa

### Resultats al Tour de França
- 1956. 41è de la classificació general